# Benjamin Insfran
Benjamin Insfran (ur. 14 kwietnia 1972 w Porto Murtinho) – brazylijski siatkarz plażowy, brązowy medalista Mistrzostw Świata z 2003 roku w parze z Márcio Araújo. Uczestniczył na Igrzyskach Olimpijskich w 2004, jednak nie odniósł sukcesu.